# Link: The Faces of Evil
Link: The Faces of Evil of in het Nederlands Link: De gezichten van het Kwaad is een Zeldaspel voor Philips' cd-i. Het spel is uitgebracht in 1993 en was een van de drie Zeldaspellen die op de Philips cd-i verschenen zijn, door een exclusieve deal van Nintendo en Philips Software. In tegenstelling tot eerdere Zeldaspellen, is het een 2D-sidescrolling-game, met hier en daar RPG-elementen. 
Aan het begin van de game zit Link in Hyrule Castle te klagen dat het zo saai is, aangezien Ganon al is verslagen en er niets te doen is. Ook maakt hij duidelijk dat hij wel benieuwd is wat Ganon van plan is. Vervolgens verschijnt er een tovenaar genaamd Gwonam op een vliegend tapijt, die vertelt dat Ganon het eiland Koridai heeft veroverd en dat alleen Link hem kan verslaan. (Ondertussen wordt prinses Zelda ook gevangen.) Daarna moet Link, met behulp van Gwonam, Ganon zoeken en verslaan en daarbij prinses Zelda bevrijden.
Het spel is hevig bekritiseerd om zijn slechte graphics, houterige besturing en onlogische gameplay. Het spel heeft, buiten de naam en een aantal karakters om, ook weinig tot niets te maken met de originele Zeldaformule. Op verschillende sites wordt het spel genoemd als een van de slechtste games aller tijden.
Ondanks dat de meeste Zeldafans het spel niet zien als een deel van de originele serie heeft het wel een status als collector's item gekregen. Het spel is de laatste jaren bekend geworden door YouTube Poops.
De stemmen werden verzorgd door onder anderen Just Meijer, Jan Nonhof en Carol van Herwijnen.

## Ontvangst
| Beoordeeld door       | Jaar | Score |
| --------------------- | ---- | ----- |
| Power Unlimited       | 1993 | 90%   |
| The Video Game Critic | 2007 | 42%   |
| High Score            | 1994 | 40%   |
| neXGam                | 2009 | 35%   |
| Defunct Games         | 2006 | 10%   |